# 高意
高意（1998年7月22日—），中國女子排球運動員，亦為中國國家女子排球隊成員，身高1米94，司職副攻位置，目前效力上海女子排球队。

## 运动生涯
高意连续两年入选国少女排。2016年4月18日，高意入选2016年中国国家青年女排集训名单。2017年，中國排協公布中國國家女排集訓名單，高意首次入选。之后参加了2017年瑞士女排精英赛、2017年世界女排大奖赛。

## 獎項

### 國家隊
- 2017瑞士女排精英赛（英语：2017 Montreux Volley Masters）： - 銅牌